# Holding Out for a Hero (2CD)
A Holding Out for a Hero (2CD) Bonnie Tyler válogatásalbuma, melyet a németországi COLUMBIA Records adott ki 2001-ben a német nyelvű országokban illetve Nyugat-Európában. A kétlemezes kiadványon 12-12 dal szerepel csak a nyolcvanas évekből, olyan nagy időtálló slágerek, mint a Holding Out for a Hero, Total Eclipse of the Heart, The Best vagy az A Rockin’ Good Way. A kiadvány érdekessége, hogy négy "B" oldalas dalt is tartalmaz, amik ezidáig nem jelentek meg CD lemezen, csupán single bakelit lemezeken. A dalok szerzője Bonnie Tyler és testvére, Paul Hopkins. Ezek a dalok nem arattak átütő erejű sikert, de a dalok születésekor nem is volt rá nagy szükség, hiszen Bonnie akkor már elismert énekesnő volt, mindenesetre rajongók számára kuriózumok a művésznő saját dalai.

## Dalok
CD1:
| #  | Dalcím                                                                                        | Zeneszerző                  | Producer        | Hossz |
| -- | --------------------------------------------------------------------------------------------- | --------------------------- | --------------- | ----- |
| 1  | Holding Out for a Hero (Single Edit)                                                          | Jim Steinman                | Jim Steinman    | 4:30  |
| 2  | A Rockin’ Good Way (featuring Shakin' Stevens)                                                | Benton/Otis/Dejesus         | Benton          | 2:52  |
| 3  | The Best                                                                                      | Holly Knight                | Desmond Child   | 4:16  |
| 4  | Going Through The Motion                                                                      | Ian Hunter                  | Jim Steinman    | 4:05  |
| 5  | Straight from the Heart                                                                       | Bryan Adams                 | Jim Steinman    | 3:38  |
| 6  | Band Of Gold (Album Version)                                                                  | R. Dunbar                   | Jim Steinman    | 5:50  |
| 7  | Loving You’s a Dirty Job (But Somebody’s Gotta Do It) (Album Version featuring Todd Rundgren) | Jim Steinman                | Jim Steinman    | 7:47  |
| 8  | The Fire Below*                                                                               | Bonnie Tyler & Paul Hopkins | P. Oxendale     | 5:10  |
| 9  | Here She Comes (Radio Version)                                                                | Giorgio Moroder             | Giorgio Moroder | 3:21  |
| 10 | Take Another Look At Your Heart                                                               | Desmond Child               | Desmond Child   | 4:36  |
| 11 | Don't Turn Around                                                                             | Holly Knight                | Desmond Child   | 4:16  |
| 12 | Have You Ever Seen the Rain?                                                                  | J. Fogerty                  | Jim Steinman    | 4:09  |

CD2
| #  | Dalcím                                      | Zeneszerző                  | Producer      | Hossz |
| -- | ------------------------------------------- | --------------------------- | ------------- | ----- |
| 1  | Total Eclipse of the Heart (Album Version)  | Jim Steinman                | Jim Steinman  | 7:00  |
| 2  | Faster Than The Speed Of Night (Radio Edit) | Jim Steinman                | Jim Steinman  | 4:40  |
| 3  | Getting So Excited                          | Alan Gruner                 | Jim Steinman  | 3:30  |
| 4  | It's Not Enough*                            | Bonnie Tyler & Paul Hopkins | P. Oxendale   | 5:11  |
| 5  | I'm Not Foolin*' (Single Edit)              | Bonnie Tyler & Paul Hopkins | P. Oxendale   | 4:55  |
| 6  | Turtle Blues                                | Janis Joplin                | Desmond Child | 4:11  |
| 7  | Streets Of Little Italy                     | Robbie Seidmann             | Desmond Child | 4:37  |
| 8  | Rebel Without A Clue                        | Jim Steinman                | Jim Steinman  | 8:35  |
| 9  | I Do It For You*                            | Bonnie Tyler & Paul Hopkins | P. Oxendale   | 5:07  |
| 10 | Ravishing                                   | Jim Steinman                | Jim Steinman  | 6:25  |
| 11 | To Love Somebody                            | Gibb Brother's              | Desmond Child | 5:50  |
| 12 | Save Up All Your Tears (Album Version)      | Desmond Child/Holly Knight  | Desmond Child | 4:16  |